# Marevo (Republika Serbska)
Marevo (cyr. Марево) – wieś w Bośni i Hercegowinie, w Republice Serbskiej, w gminie Foča. W 2013 roku liczyła 20 mieszkańców.